# Unimembrana
Les unimembranés (unimembrana) forment un clade, ainsi qu'un grade évolutif (mais pas un taxon), qui regroupent toutes les bactéries gram-positives (Posibacteria), les Archaebacteria et les Eukaryota. Les unimembranés se caractérisent par l'absence de membrane externe, contrairement aux négibactéries.

## Histoire évolutive
Les unimembranés sont ancestralement non-photosynthétiques et hétérotrophes. Les unimembranés dériveraient d'une eurybactérie gram-négative qui aurait perdu sa membrane externe. Cet événement ne serait arrivé qu'une seule fois au cours de l'histoire évolutive et constituerait donc un important caractère apomorphe. Le seul mécanisme envisageable capable de provoquer une perte de la membrane externe serait une hypertrophie de la paroi bactérienne. Cet important changement dans le plan d'organisation de la cellule bactérienne justifierait la division de ce règne en deux sous-règnes (Negibacteria et Unibacteria).